# 3-я Жерновская улица
3-я Жерно́вская улица — улица в Красногвардейском районе Санкт-Петербурга. Примыкает к улице Коммуны с запада между 2-й Жерновской улицей и Ириновским проспектом. Протяжённость — 290 м.

## История
Названа по деревне Жерновка (упразднена в результате застройки района Ржевка-Пороховые), в сторону которой вела улица. С конца XIX века до 1956 года улица носила название 3-я линия.

## Здания и сооружения
- Жилые дома
- Производственные сооружения
- Складское хозяйство

## Транспорт
Платформы: Раздельный пост (2340 м)
Движение общественного транспорта по улице отсутствует. На пересечении с улицей Коммуны находится автобусная остановка, которую обслуживают следующие маршруты:
- Коммерческие автобусы: № К430, 530
- Социальные автобусы: № 37, 92, 102, 103, 124, 153, 492, 534

## Пересечения
- улица Коммуны
- соединена проездом со 2-й Жерновской улицей